# Lepidepecreum
Lepidepecreum is een geslacht van vlokreeften uit de familie Lysianassidae. Het geslacht is voor het eerst wetenschappelijk beschreven in 1868 door Bate en Westwood.

## Systematiek
Het geslacht bevat 37 soorten:
- Lepidepecreum alectum  Gurjanova, 1962
- Lepidepecreum andamanensis  Lowry & Stoddart, 2002
- Lepidepecreum baudini  Lowry & Stoddart, 2002
- Lepidepecreum californiensis  G. Vinogradov, 1994
- Lepidepecreum cingulatum  K.H. Barnard, 1932
- Lepidepecreum clypeatum  Chevreux, 1888
- Lepidepecreum clypodentatum  J.L. Barnard, 1962
- Lepidepecreum comatum  Gurjanova, 1962
- Lepidepecreum crenulatum  (Chevreux, 1925)
- Lepidepecreum crypticum  Ruffo & Schiecke, 1977
- Lepidepecreum dampieri  Lowry & Stoddart, 2002
- Lepidepecreum eoum  Gurjanova, 1938
- Lepidepecreum flindersi  Lowry & Stoddart, 2002
- Lepidepecreum foraminiferum  Stebbing, 1888
- Lepidepecreum freycineti  Lowry & Stoddart, 2002
- Lepidepecreum garthi  Hurley, 1963
- Lepidepecreum gurjanovae  Hurley, 1963
- Lepidepecreum hirayamai  Lowry & Stoddart, 2002
- Lepidepecreum infissum  Andres, 1983
- Lepidepecreum kasatka  Gurjanova, 1962
- Lepidepecreum longicornis  (Bate & Westwood, 1862)
- Lepidepecreum lukini  (Budnikova, 1999)
- Lepidepecreum madagascarensis  (Ledoyer, 1986)
- Lepidepecreum nautilus  Gurjanova, 1962
- Lepidepecreum rostratum  Gurjanova, 1962
- Lepidepecreum sagamiensis  Gamo, 1975
- Lepidepecreum serraculum  Dalkey, 1998
- Lepidepecreum serratum  Stephensen, 1925
- Lepidepecreum somchaii  Lowry & Stoddart, 2002
- Lepidepecreum subclypeatum  Ruffo & Schiecke, 1977
- Lepidepecreum takeuchii  Lowry & Stoddart, 2002
- Lepidepecreum tourville  Lowry & Stoddart, 2002
- Lepidepecreum twalae  Griffiths, 1974
- Lepidepecreum typhlops  Bonnier, 1896
- Lepidepecreum umbo  (Goes, 1866)
- Lepidepecreum urometacarinatum  Andres, 1985
- Lepidepecreum vitjazi  Gurjanova, 1962